# Michal Kindred
Michal Kindred, pseud. The Huge (ur. 18 marca 1975 w Brnie) jest profesjonalnym czeskim kulturystą, członkiem związku  International Federation of BodyBuilders (IFBB).

## Życiorys
Debiutował w sporcie kulturystycznym na początku lat 90. Trzykrotnie był Misterem Nastolatków w Kulturystyce podczas zawodów narodowych (1992–'94). W 1994 debiutował na IFBB World Bodybuilding Championships; uplasował się na miejscu drugim. W 2001 w konkursie Northwest Bodybuilding Championships zwyciężył w kategorii wagowej lekkociężkiej i zajął generalnie pierwsze miejsce na podium wśród wszystkich zawodników. Taki sam rezultat uzyskał dwa lata później, na Emerald Cup Bodybuilding Championships. Parokrotnie startował w zmaganiach Europa Supershow.
Mieszka w Bothell w Waszyngtonie. Pracuje jako trener personalny.